# پائولا مارچینیاک
پائولا مارچینیاک (لهستانی: Paula Marciniak؛ زادهٔ ۱۷ ژانویه ۱۹۸۸) بازیگر، مدل، مجری تلویزیون و خواننده اهل لهستان است.
از فیلم‌ها یا مجموعه‌های تلویزیونی که وی در آن‌ها نقش داشته است، می‌توان به پیت‌بول، ورای تخت جراحی، عشق اول، پزشکان، دوستان و در خیابان سپولنی اشاره نمود.